# Kościół Najświętszej Maryi Panny Królowej Polski w Gnieźnie
Kościół Najświętszej Maryi Panny Królowej Polski w Gnieźnie – rzymskokatolicki kościół filialny, poprzednio ewangelicki i garnizonowy, z I poł. XIX w. Mieści się przy ul. Bolesława Chrobrego. Należy do parafii pw. Świętej Trójcy w Gnieźnie.

## Historia
Budowę rozpoczęto w 1838 r. według projektu Karla Friedricha Schinkla. Kościół został rozbudowany w latach 1896-1897 według projektu Wesnigka. Konsekrowany 25 września 1842 przez bpa Andreasa Wilhelma Freymarka, superintendenta generalnego z Poznania (służył zarówno parafii obejmującej miasto i sąsiednie wioski, jak i zborowi wojskowemu).
W okresie II Rzeczypospolitej kościół był we władaniu parafii należącej do superintendentury Gniezno Ewangelickiego Kościoła Unijnego.
W 1945 świątynia została przejęta przez Kościół katolicki i uzyskała wezwanie NMP Królowej Polski. 

## Architektura
Jest to budowla w stylu arkadowym, z cegły, położona pośrodku skweru u zbiegu ulic Bolesława Chrobrego i Łubieńskiego. Wzniesiono ją na planie zbliżonym do kwadratu, z wieżą od strony ulicy i półkoliście zamkniętym prezbiterium od strony przeciwnej. Wnętrze okalają empory. Ołtarz marmurowy, nad tabernakulum obraz Matki Bożej. Posiada dwie zakrystie. Wieża czworoboczna, czterokondygnacyjna, z trójkami okien zamkniętymi półkoliście, zwieńczona ceglanym hełmem w kształcie stożka. W głównym wejściu zachowały się oryginalne drzwi ramowo-płycinowe, dekorowane płaskorzeźbami aniołów, z cytatami z Pisma Świętego w języku niemieckim.
W pobliżu znajduje się pomnik św. Wojciecha z 1997 oraz krzyż ustawiony na pamiątkę dwu tysiąclecia chrześcijaństwa.

## Galeria

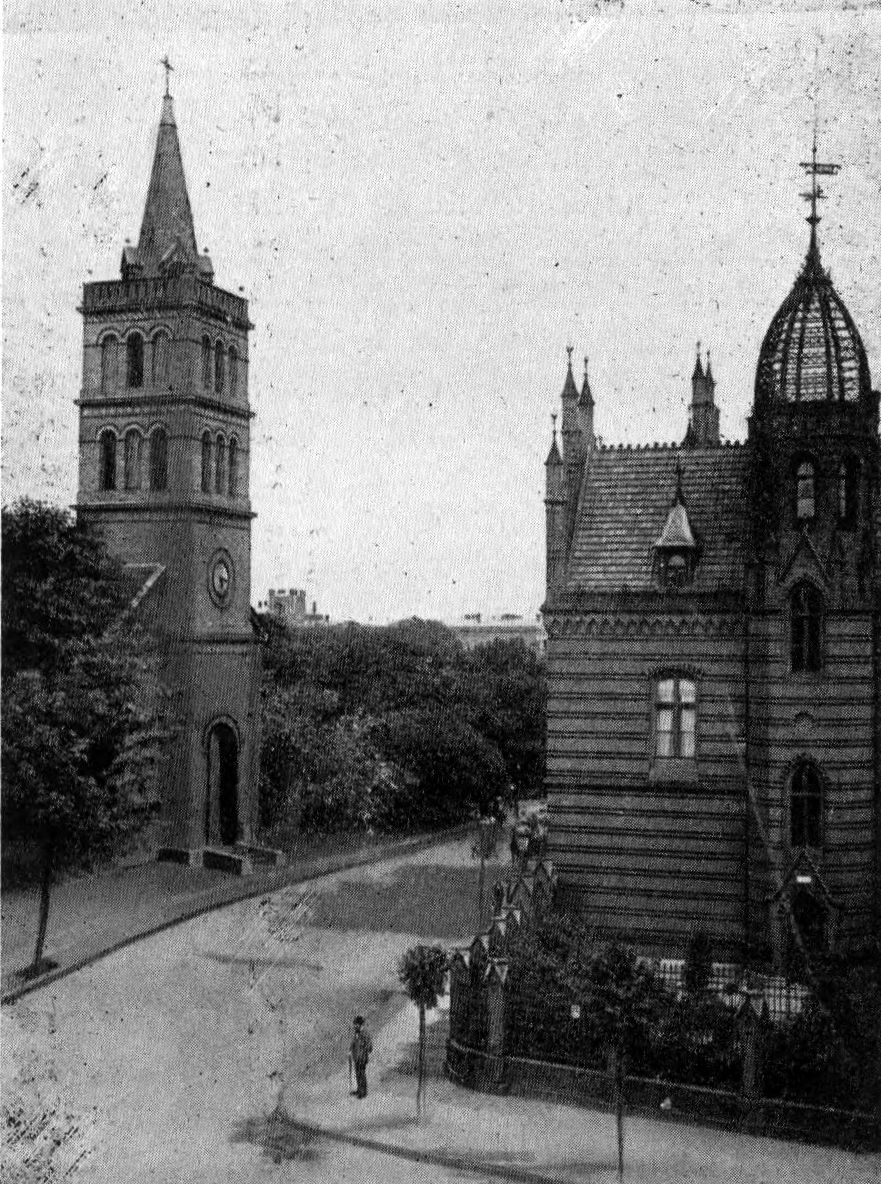
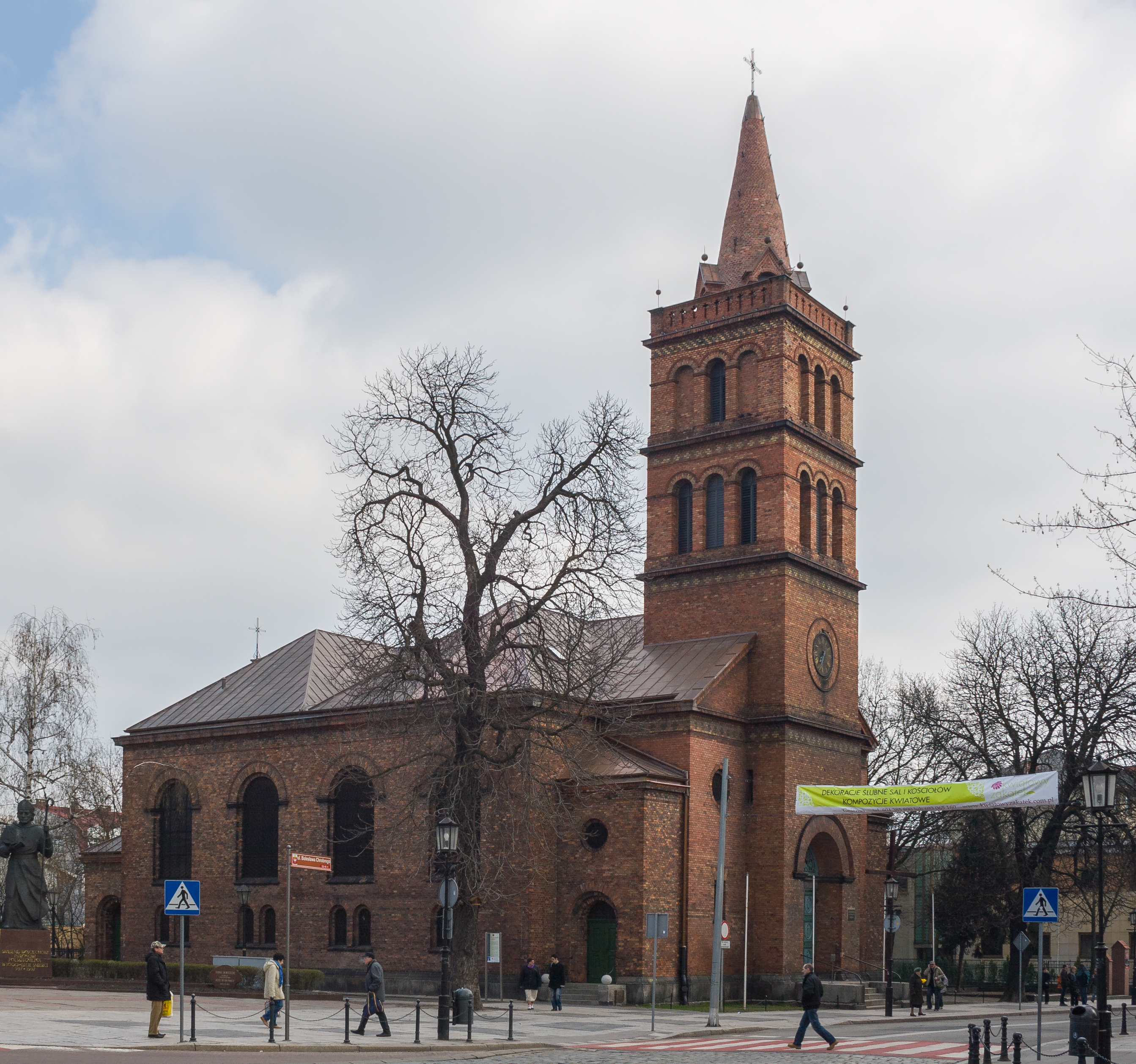
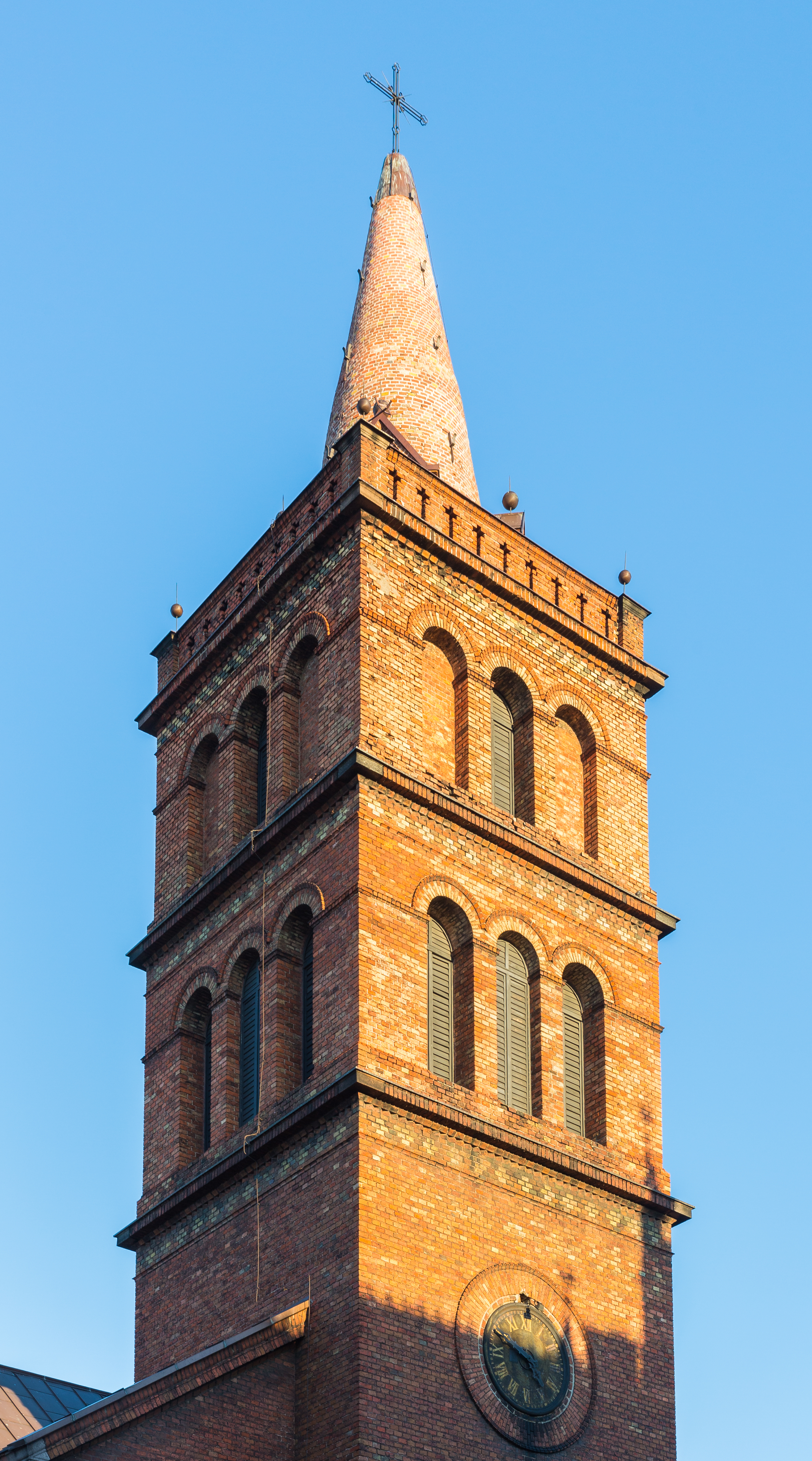